# Nicky
Trần Phong Hào (sinh ngày 6 tháng 3 năm 1995), thường được biết đến với nghệ danh Nicky, là một nam ca sĩ kiêm nhạc sĩ sáng tác ca khúc, rapper, vũ công, diễn viên, MC, VJ người Việt Nam. Anh là cựu thành viên của nhóm nhạc nam Monstar.

## Sự nghiệp

### Trước khi ra mắt
Nicky gia nhập St.319 vào 2011 với vai trò là vũ công, khi đó St.319 một nhóm nhảy nổi bật tại Việt Nam chuyên cover các bài hát và vũ đạo Hàn Quốc. Trong số các thành viên của St.319, Nicky được biết đến là thành viên duy nhất của nhóm theo đuổi phong cách nhảy "Kkap" (thể loại nhảy ngẫu hứng khá khó). Trước khi ra mắt, anh từng xuất hiện trong MV Get Out và MV Nhớ của Min với vai trò là vũ công.

### 2015: Ra mắt chính thức với vai trò là diễn viên
Năm 2015, Nicky chính thức ra mắt với vai trò là diễn viên trong phim ngắn Sét đánh một cách rất rụt rè do anh đóng chính với bạn diễn là nữ ca sĩ Liz (cựu thành viên nhóm LipB).

### 2016 - 2019: Ra mắt với tư cách là nhóm trưởng của Monstar
Tháng 9 năm 2016, Nicky ra mắt với vai trò nhóm trưởng của Monstar bằng MV đầu tay có tựa #Babybaby được sáng tác bởi chính anh, thành viên Key và nhạc sĩ Khắc Hưng. Trong năm này, Nicky cũng tham gia đóng vai phụ trong series sitcom nổi tiếng 5s Online với vai diễn Mạnh (Tũn).
Trong những năm 2017 đến 2019, anh tiếp tục hoạt động với tư cách thành viên của Monstar trước khi nhóm tạm ngưng hoạt động do thành viên Grey D tham gia nghĩa vụ quân sự. Trong thời gian này, ngoài ca khúc ra mắt của nhóm, Nicky cũng tham gia sáng tác cho ca khúc Và Tôi Hát và BADADU cùng với các thành viên Monstar, và tham gia phim ngắn Chuyện yêu với vai diễn chính anh. Anh cũng tham gia một số chương trình với vai trò MC. Ngoài ra, tháng 4 năm 2019, Nicky và Han Sara đã ra mắt MV "Mùa Hè Không Độ".

### 2021: Giải thưởng cá nhân đầu tiên, Monstar tan rã
Tháng 1, tại Tòa nhà Center Building, Hapulico Complex, Nicky được công bố là chiến thắng giải Best Of 360 Độ Soi cho hạng mục VJ 360 Độ Bén. Đây là giải thưởng cá nhân đầu tiên của anh.
Tháng 3, Zoie kết hợp với Nicky ra mắt MV "Bản Tình Ca Dại Trai".
Ngày 7 tháng 7, Monstar thông báo chính thức trở lại sau hơn 2 năm với ca khúc Có Hẹn Với Thanh Xuân - do chính Nicky cùng các thành viên Monstar sáng tác ra mắt vào ngày 18 tháng 7 và full-album kỹ thuật số đầu tay Over The Moon cùng với đó là buổi Online Fan Meeting vào ngày 30 tháng 7 để gửi tặng cho fan đã chờ đợi ủng hộ nhóm trong 2 năm đóng băng hoạt động để Grey-D hoàn thành Nghĩa vụ quân sự. Sau khi ra mắt full-album Over The Moon, Monstar chính thức ngừng hoạt động. Sau khi Monstar tan rã, Nicky hoạt động tích cực ở lĩnh vực dẫn chương trình, ghi dấu ấn là một VJ duyên dáng, thường xuyên xuất hiện trong các sự kiện giải trí. Đặc biệt, Nicky còn trở thành VJ tại loạt Fanmeeting của các ngôi sao Thái Lan tên tuổi khi tới Việt Nam như diễn viên Nonkul, cặp đôi Yin - War, diễn viên Gulf…

### 2022: Giải thưởng cá nhân trong lĩnh vực MC
Ngày 22 tháng 3 năm 2022, Nicky đã được công bố là chiến thắng giải World Creator Awards 2021 cho hạng mục Nam MC Xuất Sắc Nhất.

### 2024 - nay: Ra mắt và hoạt động với vai trò solo
Tháng 1 năm 2024, tại Khách sạn Mai House Saigon, Nicky được công bố là chiến thắng giải Đẹp Awards 2024 cho hạng mục Làn Sóng Mới (New Wave).
Tháng 6 năm 2024, Nicky tham gia chương trình truyền hình thực tế Anh Trai "Say Hi", dù không tiến sâu trong cuộc thi, sự xuất hiện của Nicky vẫn được chú ý nhờ vào kinh nghiệm biểu diễn và khả năng giao tiếp trên sân khấu.
Tháng 10 năm 2024, tận dụng sự nổi tiếng sau chương trình Anh Trai "Say Hi", Nicky chính thức ra mắt solo với ca khúc "thật quá đáng.. để yêu" kết hợp với Amee. Bài hát đã đứng thứ 8 top thịnh hành của YouTube Việt Nam khi mới ra mắt.
Tháng 6 năm 2025, Nicky ra mắt MV "DNA".

## Danh sách đĩa nhạc

### Một số ca khúc khác
| Năm  | Ngày | Tên                 | Hợp tác với |
| ---- | ---- | ------------------- | --- |
| 2024 | 15/6 | I.C.O.N             | Hieuthuhai, Đức Phúc, Vũ Thịnh, Isaac, Negav, Quang Hùng MasterD, Công Dương, Lou Hoàng, Pháp Kiều, Quân A.P, Hải Đăng Doo, Ali Hoàng Dương, Wean |
| 2024 | 24/6 | Hút                 | Lou Hoàng, Pháp Kiều, Quân A.P, Hải Đăng Doo, Ali Hoàng Dương, Wean                                                                               |
| 2024 | 7/7  | Catch Me If You Can | Negav, Quang Hùng MasterD, Công Dương |

## Video âm nhạc

### Video âm nhạc

#### Với tư cách nghệ sĩ solo
| Năm  | Ngày | Tên                     | Hợp tác với                             | Ghi chú                                  |
| ---- | ---- | ----------------------- | --------------------------------------- | ---------------------------------------- |
| 2019 | 16/4 | Mùa Hè Không Độ         | Han Sara                                |                                          |
| 2021 | 6/8  | Bản Tình Ca Dại Trai    | Zoie                                    | MV debut của Zoie                        |
| 2024 | 5/6  | The Stars               | Tất cả thí sinh Anh Trai "Say Hi" mùa 1 | MV chủ đề chương trình Anh Trai "Say Hi" |
| 2024 | 1/11 | Thật Quá Đáng... Để Yêu | Amee                                    | MV debut của Nicky                       |
| 2025 | 16/6 | DNA                     |                                         |                                          |

### Video âm nhạc đã xuất hiện
| Năm  | Ngày  | Tên                             | Nghệ sĩ                   | Album                        |
| ---- | ----- | ------------------------------- | ------------------------- | ---------------------------- |
| 2014 | 22/6  | Nhớ                             | Min                       |                              |
| 2014 | 11/8  | Get Out                         | Min                       |                              |
| 2018 | 17/12 | Tình Yêu Tuyệt Vời              | S.T Sơn Thạch             |                              |
| 2020 | 17/3  | Thôi Miên                       | Cara                      |                              |
| 2020 | 6/11  | Cánh Hoa Tổn Thương             | Hoàng Yến Chibi           |                              |
| 2021 | 23/2  | Tình Bạn Diệu Kỳ (Special ver.) | Amee, Ricky Star, Lăng LD | Diệu kỳ Việt Nam             |
| 2021 | 18/6  | Thích Em Hơi Nhiều              | Wren Evans                | Chiều Hôm Ấy Anh Thấy Màu Đỏ |
| 2021 | 8/7   | Độc Thân                        | Jsol                      |                              |
| 2024 | 17/8  | Mộng Yu                         | Amee, MCK                 | MỘNGMEE                      |

## Giải thưởng và đề cử

### Với tư cách cá nhân
| Năm  | Giải thưởng               | Hạng mục             | Đối tượng đề cử | Kết quả   | Nguồn  |
| ---- | ------------------------- | -------------------- | --------------- | --------- | ------ |
| 2021 | Best Of 360 Độ Soi        | Best VJ 360 Độ       | Nicky           | Đoạt giải | [ 5 ]  |
| 2020 | World Creator Awards 2021 | Nam MC Xuất Sắc Nhất | Nicky           | Đoạt giải | [ 10 ] |
| 2024 | Đẹp Awards 2024           | Làn Sóng Mới         | Nicky           | Đoạt giải | [ 10 ] |